# 埃巴蒂
埃巴蒂（法語：Ébaty，法語發音：[ebati]）是法国科多尔省的一个市镇，位于该省南部，属于博讷区。

## 地理
埃巴蒂（46°55'45"N, 4°47'4"E）面积2.13 平方千米，位于法国勃艮第-弗朗什-孔泰大區科多尔省，该省份为法国中东部省份，北起奥布省，西接涅夫勒省和约讷省，南至索恩-卢瓦尔省，东南接汝拉省，东临上索恩省，东北部与上马恩省接壤。
与埃巴蒂接壤的市镇（或旧市镇、城区）包括：皮利尼蒙拉谢、科尔塞勒莱萨尔、科尔波、绍德奈。

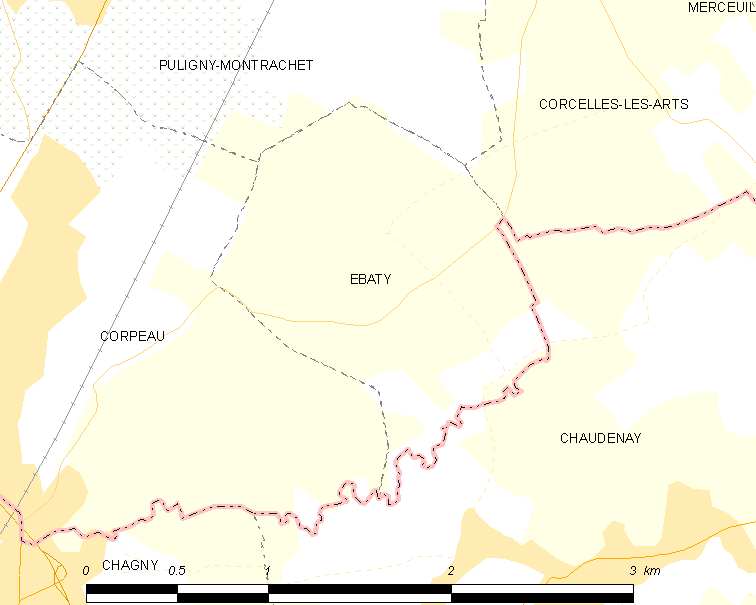
埃巴蒂的OSM定位图

埃巴蒂的时区为UTC+01:00、UTC+02:00（夏令时）。

## 行政
埃巴蒂的邮政编码为21190，INSEE市镇编码为21236。

## 政治
埃巴蒂所属的省级选区为拉杜瓦-塞里尼县。

## 人口

1962-2008年间埃巴蒂人口变化图示

埃巴蒂于2022年1月1日时的人口数量为255人。